# Steinen (Rhénanie-Palatinat)
Pour les articles homonymes, voir Steinen.
Steinen est une municipalité d'Allemagne dans le land de Rhénanie-Palatinat, arrondissement de Westerwald.